# Dobay Ágoston
Kisdobai Dobay Ágoston (Dobó, 1813 – Pozsony, 1870. július 29.) honvéd alezredes.

## Élete
1848-ban hadnagyként szolgált a főherceg estei Ferdinánd 32. gyalogezrednél Komáromban, ahol zászlóalja parancsot kapott, hogy Újvidékre induljon a fellázadt szerbek ellen. A karlovici csata után kinevezték főhadnagynak a 3. honvédzászlóaljhoz, 1849. január 1-jétől pedig Damjanich János törzséhez őrnagynak. Később a temesvári táborban dandárparancsnok lett, és részt vett Temesvár ostromában. Augusztus 5-én az aradi várba rendelték, a világosi fegyverletételkor ő is megadta magát, majd hat évre várfogságba került.

## Munkái
1848–49-iki jegyzeteiből Adatokat közölt Vahot Imre a Honvédek Könyvében (I. 1861. 18–23. l.)